# Collada de Porret
La Collada de Porret és una collada dels contraforts nord-orientals del Massís del Canigó, a 1.913 metres d'altitud, del terme comunal de Pi de Conflent, a la comarca del Conflent, de la Catalunya del Nord.
Està situada en el sector central - occidental del terme, a prop al nord-oest de la Reserva natural de Pi - Mentet, al sud del Bac de Balaguer.